# Intimes Confessions
Pour plus de détails, voir Fiche technique et Distribution.
Intimes Confessions (Whispers in the Dark) est un film américain réalisé par Christopher Crowe (en) en 1992.

## Synopsis
Le docteur Ann Hecker (Annabella Sciorra), psychanalyste new-yorkaise, compte parmi ses patients Eve Abergray (Deborah Unger). Celle-ci, une jeune femme séduisante mais complexée et angoissée, confie au médecin ses expériences sexuelles sadomasochistes avec un mystérieux partenaire. Troublée malgré elle par ses confessions détaillées, Hecker voit ses propres fantasmes et rêves contaminés par les obsessions de sa patiente.
Au point qu'elle décide de se soumettre elle-même à une analyse, pratiquée par un vieux confrère et mentor, le docteur Leo Green (Alan Alda). Elle informe également celui-ci de son intention de rompre avec son compagnon, Paul (Anthony Heald), dont l'éthylisme et le caractère velléitaire lui sont devenus insupportables. Quelques jours plus tard, Ann entame une liaison avec un pilote, Doug McDowell (Jamey Sheridan), grâce à qui elle retrouve son équilibre. Mais elle éprouve des difficultés croissantes avec Eve...

## Fiche technique
- Titre : Intimes Confessions
- Titre original : Whispers in the Dark
- Autre titre français : Confessions perverses
- Réalisateur : Christopher Crowe (en)
- Scénario : Christopher Crowe
- Distribution : Paramount Pictures
- Production : Martin Bregman et Michael S. Bregman
- Producteurs exécutifs : Eric Freiser et Rick Gitelson (en)
- Photographie : Michael Chapman
- Décors : John Jay Moore
- Montage : Bill Pankow
- Coproducteur : Stephen F. Kesten
- Producteur exécutif : Andrew Deane
- Costumes : John A. Dunn
- Musique : Thomas Newman
- Distribution : Mary Colquhoun
- Genre : Thriller érotique
- Durée : 102 minutes
- Sortie aux  États-Unis le 7 août 1992,
- Sortie en  France le 28 avril 1993
- Source : VHS

## Distribution
- Annabella Sciorra : Ann Hecker
- Jamey Sheridan : Doug McDowell
- Anthony LaPaglia : Inspecteur Morgenstern
- Jill Clayburgh : Sarah Green
- John Leguizamo : Johnny C.
- Deborah Unger : Eve Abergray
- Anthony Heald : Paul
- Alan Alda : Leo Greene
- Jacqueline Brookes : Mrs. McDowell
- Gene Canfield : Bill O'Meara
- Bo Dietl : Inspecteur Ditali